# Arcidiocesi di Turku
L’arcidiocesi di Turku (in finlandese Turun arkkihiippakunta) è la principale diocesi della chiesa evangelica luterana della Finlandia, presieduta dalla vescovo di Turku che risiede nella cattedrale di Turku.

## Storia
La diocesi fu eretta verso la metà del XII secolo, dopo le conquiste militari svedesi che imposero nel Paese la religione cristiana. Al seguito delle truppe svedesi c'era il missionario inglese Enrico, arcivescovo di Uppsala, che iniziò l'opera di evangelizzazione del popolo finlandese; è considerato il primo vescovo ed il patrono della Finlandia. La sede episcopale fu posta inizialmente a Nausis; attorno al 1259 fu trasferita a Åbo e nel 1276 fu definitivamente istituito il capitolo della cattedrale, all'epoca del vescovo Cattilus. Fin dalla sua fondazione, la diocesi dipendeva dalla provincia ecclesiastica dell'arcidiocesi di Uppsala, e comprendeva tutta la Finlandia, ai quei tempi una landa abitata da una popolazione molto sparuta.

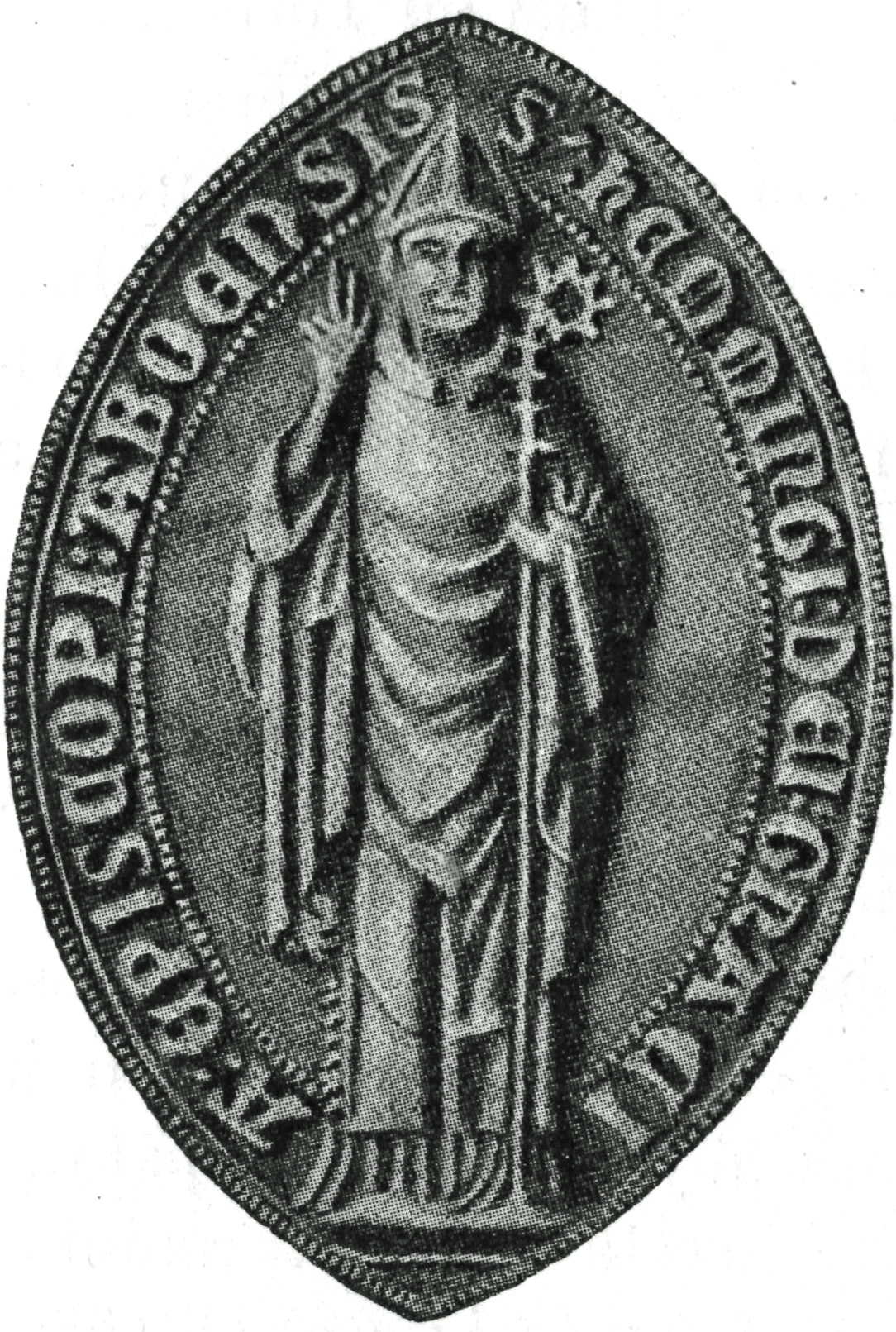
Il sigillo del vescovo Hemming

Il vescovo Magnus (1293-1308) gettò le fondamenta della cattedrale di Åbo; incendiata dai russi nel 1318, fu restaurata ed arricchita di cappelle, altari e preziose suppellettili dal vescovo Maunu Tavast (1412-1450); distrutta da un altro incendio nel 1429, fu ricostruita nei successivi trent'anni. Il capitolo della cattedrale fu istituito come detto nel 1276 con solo quattro membri, portati a sei dal vescovo Benedetto (1322-1338) e a dieci da Maunu Tavast. Il vescovo Konrad Bitz (1460-1489) impose ai membri del capitolo l'obbligo di risiedere ad Åbo, mentre Maunu Särkilahti (1489-1500) l'obbligo del pranzo in comune. Il vescovo Benedetto introdusse i domenicani nella città episcopale. Il vescovo Maunu Tavast (Magnus Olai) si distinse soprattutto per la sua attenzione agli aspetti liturgici e cerimoniali. Molti dei vescovi di Åbo del XIV e XV secolo erano persone di profonda cultura e preparazione intellettuale, formati nelle maggiori università dell'epoca. Nel 1488 il vescovo Konrad Bitz fece stampare a Lubecca il Missale Aboense, la prima opera a stampa per il pubblico nordico.
L'ultimo vescovo in comunione con la Santa Sede fu Arvid Kurki, deceduto per naufragio il 22 luglio 1522 mentre era in fuga dalla Finlandia. Il capitolo della cattedrale, che sopravvisse fino al 1642, continuò ad eleggere vescovi, che non furono mai riconosciuti da Roma per la loro adesione alla fede luterana. La separazione formale con la Chiesa cattolica si consumò nel 1554, quando il re emanò un editto che vietava ai vescovi di richiedere la conferma papale; contestualmente, la diocesi di Åbo fu scissa in due, con la nascita di un'altra sede episcopale a Vyborg per le province orientali del paese.
Le due diocesi finlandesi fecero parte della Chiesa di Svezia per tre secoli fin quando, in seguito alla conquista russa del paese durante le guerre napoleoniche, lo zar Alessandro I ordinò la nascita dell’odierna Chiesa evangelica luterana finlandese, alla quale Turku venne messa a capo elevandola ad Arcidiocesi nel 1817. La maggioranza del suo territorio si emancipò nel 1956 quando fu creata la diocesi di Lapua.

## Territorio
La diocesi conta circa 450.000 membri. Le più grandi parrocchie all'interno della diocesi sono le chiese di Nousiainen, Paimio, Pori, Satakunta e Turku. L'attuale arcivescovo è Tapio Luoma. L’arcidiocesi ha poi per statuto dal 1998 un vescovo ausiliare obbligatorio, il vescovo di Turku, che si occupa specificamente della cattedrale e del suo decanato, in modo da alleviare il lavoro dell’arcivescovo quale vescovo metropolita della Finlandia.

## Cronotassi dei vescovi e arcivescovi
La diocesi e poi arcidiocesi di Turku è stata retta nella storia da 56 persone.
1. Henrik † (1155)[5]
2. Rodulff † (? - circa 1178 deceduto)
3. Folkvin †
4. Tuomas † (30 ottobre 1209 - 1245 deceduto)
5. Bero † (1248 - 1258 deceduto)
6. Ragvald I † (1258 - 1266 primo vescovo certo a Turku)
7. Kettil † (1266 - 1285 deceduto)
8. Johannes, † (1286 - 8 luglio 1290 nominato arcivescovo di Uppsala)
9. Magnus † (1291 - 1308 deceduto)
10. Ragvald II † (1309 - 1321 deceduto)
11. Benedictus † (1322 - novembre 1338 deceduto)
12. Hemming † (1340 - 21 maggio 1366 deceduto)
13. Henrik Hartmaninpoika † (5 ottobre 1366 - 1367 deceduto)
14. Johannes Pietarinpoika † (8 novembre 1367 - 1370 deceduto)
15. Johannes Westfal † (31 agosto 1370 - 1384 deceduto)
16. Bero Balk † (16 novembre 1387 - 29 giugno 1412 deceduto)
17. Magnus Tavast † (21 ottobre 1412 - 1450 dimesso)
18. Olavi Maununpoika † (4 febbraio 1450 - 24 febbraio 1460 deceduto)
19. Konrad Bitz † (4 luglio 1460 - 13 marzo 1489 deceduto)
20. Maunu Särkilahti † (6 luglio 1489 - 12 marzo 1500 deceduto)
21. Lauri Suurpää † (7 agosto 1500 - 28 settembre 1506 deceduto)
22. Johannes Olavinpoika † (25 giugno 1507 - 9 giugno 1510 deceduto)
23. Arvid Kurki † (17 marzo 1511 - 22 luglio 1522 deceduto)
24. Ericus Svenonius † 1523–1527
25. Martti Skytte † 1528–1550
26. Michele Agricola 1554–1557
27. Petrus Follingius 1558–1563
28. Paulus Juusten 1563–1575
29. Ericus Erici Sorolainen 1583–1625
30. Isaacus Rothovius 1627–1652
31. Eskillus Petraeus 1652–1657
32. Johannes Terserus 1658–1664
33. Johannes Gezelius il giovane 1664–1690
34. Johannes Gezelius il vecchio 1690–1718
35. Herman Witte 1721–1728
36. Lars Tammelin 1728–1733
37. Jonas Fahlenius 1734–1746
38. Johan Browallius 1749–1755
39. Karl Fredrik Mennander 1757–1775
40. Jakob Haartman 1776–1788
41. Jakob Gadolin 1788–1802
42. Jakob Tengström 1803–1832, primo Arcivescovo
43. Erik Gabriel Melartin 1833–1847
44. Edvard Bergenheim 1850–1884
45. Torsten Thure Renvall 1884–1898
46. Gustaf Johansson 1899–1930
47. Lauri Ingman 1930–1934
48. Erkki Kaila 1935–1944
49. Aleksi Lehtonen 1945–1951
50. Ilmari Salomies 1951–1964
51. Martti Simojoki 1964–1978
52. Mikko Juva 1978–1982
53. John Vikström 1982–1998
54. Jukka Paarma 1998–2010
55. Kari Mäkinen 2010–2018
56. Tapio Luoma 2018–in carica